# Oxytropis podoloba
Oxytropis podoloba är en ärtväxtart som beskrevs av Grigorij Silych Karelin och Ivan Petrovich Kirilov. Oxytropis podoloba ingår i släktet klovedlar, och familjen ärtväxter. Inga underarter finns listade i Catalogue of Life.